# 상평초등학교 현서분교
상평초등학교 현서분교는 대한민국 강원특별자치도 양양군에 있었던 공립 초등학교이다.

## 연혁
- 1942.09.02 현서국민학교 개교
- 1956.09.26 교실 4실 개축
- 1976.07.24 교사 신축
- 1992.03.01 상평초등학교 현서분교장 편입
- 2005.08.17 교사 신축
- 2025.02.28 폐교 및 상평초등학교 통합[1], 83년만에 폐교

## 같이 보기
- 양양 서림사지 석조비로자나불좌상 - 강원특별자치도 문화재자료 제119호
- 양양 서림사지 삼층석탑 - 강원특별자치도 문화재자료 제120호